# 13e cérémonie des Filmfare Awards
La treizième cérémonie des Filmfare Awards s'est déroulée en 1966 à Bombay en Inde.

## Palmarès
| Catégorie                                  | Lauréat |
| ------------------------------------------ | --- |
| Meilleur film                              | Himalay Ki Godh Mein - produit par Shankerbhai Bhatt - réalisé par Vijay Bhatt - avec Manoj Kumar, Mala Sinha et Shashikala |
| Meilleur réalisateur                       | Yash Chopra (Waqt) |
| Meilleur acteur                            | Sunil Dutt (Khandaan) |
| Meilleure actrice                          | Meena Kumari (Kaajal) |
| Meilleur acteur dans un second rôle        | Raj Kumar (Waqt) |
| Meilleure actrice dans un second rôle      | Padmini (Kaajal) |
| Meilleur compositeur                       | Ravi (en) (Khandaan) |
| Meilleur parolier                          | Rajendra Krishan pour « Tumhi Mere Mandir, Tumhi Mere Pooja » (Khandaan)                                                    |
| Meilleur chanteur ou chanteuse de playback | Lata Mangeshkar pour « Tumhi Mere Mandir, Tumhi Mere Pooja » (Khandaan)                                                     |
| Meilleure histoire                         | Akhtar Mirza (Waqt) |
| Meilleurs dialogues                        | Akhtar-Ul-Iman (Waqt) |
| Meilleure photographie (noir & blanc)      | S. Ramachandra (Yaadein) |
| Meilleure photographie (couleur)           | Dharam Chopra (Waqt) |
| Meilleure direction artistique             | - |
| Meilleur son                               | Essa M. Suratwala (Yaadein)                                                                                                 |
| Meilleur montage                           | - |